# St. Leonhard (Eggisried)

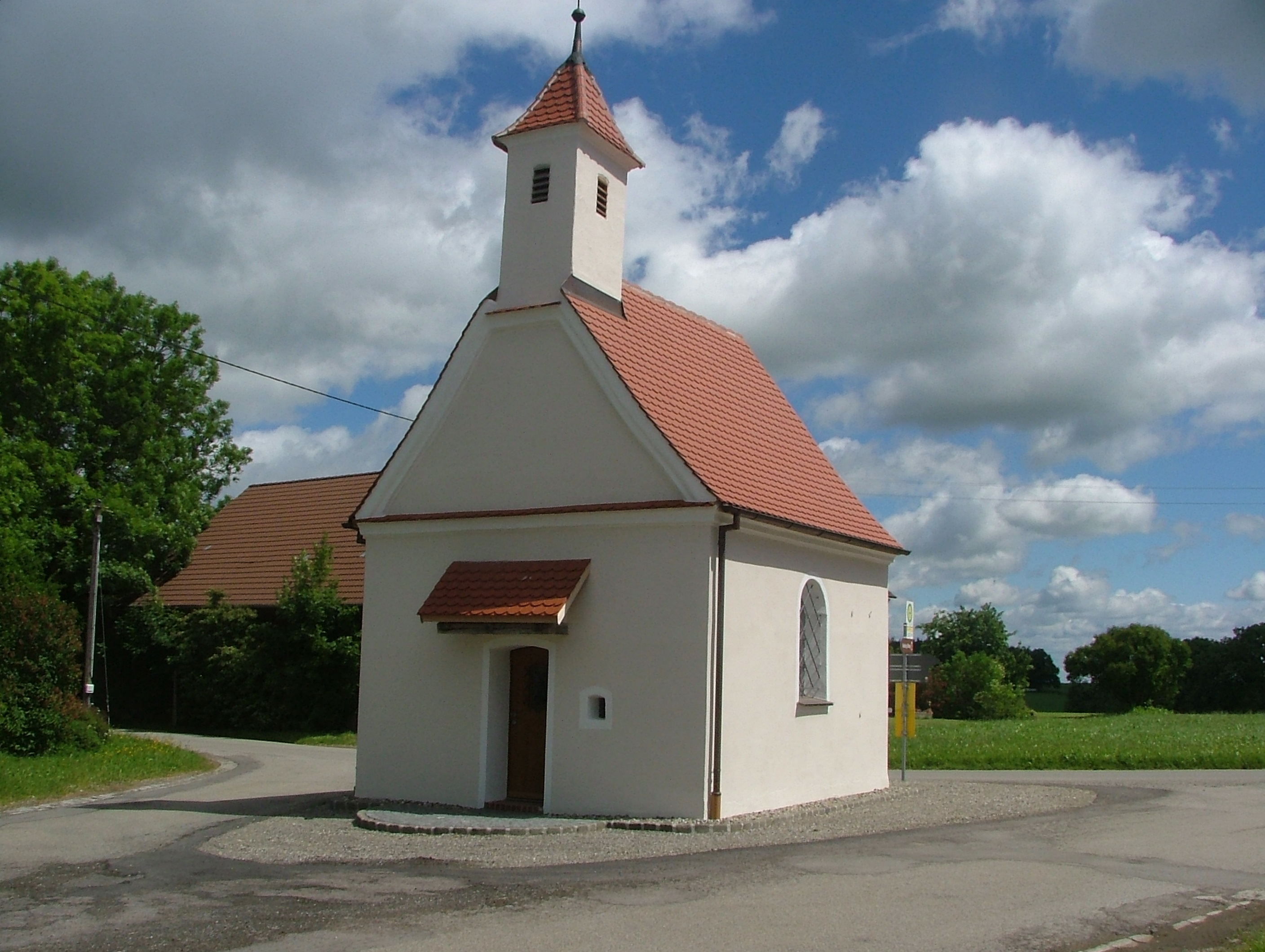
Kapelle St. Leonhard in Eggisried

Die römisch-katholische Kapelle St. Leonhard befindet sich in Eggisried, einem Ortsteil von Ottobeuren im Landkreis Unterallgäu in Bayern. Die Kapelle steht unter Denkmalschutz.

## Baubeschreibung
Die Kapelle wurde im 17. oder 18. Jahrhundert errichtet. Der Längsraum mit einer Fensterachse schließt an den halbrund geschlossenen Altarraum an. Der Altarraum verfügt über zwei Rundfenster und eine Flachdecke. Auf dem Giebel befindet sich ein vierseitiger Dachreiter mit Zeltdach.

## Ausstattung
Im Innern der Kapelle befinden sich mehrere gefasste Holzfiguren. Dies sind ein heiliger Christophorus aus der Zeit um 1520, eine Sitzmadonna aus dem 17. Jahrhundert sowie ein Salvator. Aus dem 18. Jahrhundert stammen die Holzfiguren der heiligen Walburga und des heiligen Leonhard.
Das Kirchengestühl besteht aus Nadelholz und wurde im 18. Jahrhundert gefertigt.
Auf 15 Gemälden des 18. Jahrhunderts ist der Kreuzweg dargestellt.